# Ставре Наумов
Ставре Наумов е български журналист, един от основателите на жълтия периодичен печат в България.

## Биография
Наумов е роден в 1870 година в Крушево, в Османската империя, днес Северна Македония. Учи в Битоля, а по-късно висше образование по търговия и финанси в Румъния и Франция. Работи като главен счетоводител на застрахователно дружество „Балкан“ в София. Член е на Народнолибералната партия и близък сътрудник е на Никола Генадиев. От 1882 до 1884 година сътрудничи на вестник „Бюлгари“. Заедно със Стоян Шангов основава вестник „Вечерна поща“. В 1907 година се разделя с Шангов и двамата започват да издават своя „Вечерна поща“, наричани „Шангова поща“ и „Наумова поща“. Наумов става главен редактор е на вестник „Дневник“ (1902-1944 г.). Сред основателите и директорите на вестник „Софийска вечерна поща“ (1911 – 1913), вестник „Реч“ (1908 – 1913), списания „Илюстрована седмица“ и „Минерва“, вестници „АБВ“ (1924-1925 г.) и „Неделно АБВ“.
През Първата световна война служи в Информационно-цензурна секция при Министерство на войната. Награден е с нариден медал „За военна заслуга“.
Ставре Наумов умира на 25 септември 1942 година в град София.